# 政岡憲三
政岡 憲三（まさおか けんぞう、1898年（明治31年）10月5日 - 1988年（昭和63年）11月23日）は、日本のアニメーション作家、アニメ監督、演出家。大阪府出身。日本のアニメ黎明期において多大な貢献をしたことから「日本のアニメーションの父」「日本動画の父」と評される。

## 来歴
1898年（明治31年）、大阪府に生まれる。
1917年（大正6年）、京都市立美術工芸学校卒業。黒田清輝の元で学ぶ。
1925年（大正14年）、マキノプロダクションに入社。
1926年（大正15年）、京都市下加茂に吞平プロダクション（個人映画プロダクション）を設立。『貝の宮殿』を自主制作。
1929年（昭和4年）、日活太秦撮影所に入社。1931年2月に『難船ス物語第壱篇 猿ヶ嶋』を公開。
1932年（昭和7年）、京都市北野紙屋川町の自宅に「政岡映画製作所」を設立。
4月13日、松竹が社運をかけ、蒲田撮影所所長城戸四郎が個人責任で製作した日本のトーキー漫画映画第二弾『力と女の世の中』（3巻）を完成させ、松竹映画で配給公開される。浅草帝國館での成功を見て、城戸はこれを全国松竹系映画館に拡大配給、トーキー動画初の全国公開となる。
1933年（昭和8年）、資産家だった親の援助を受けて、京都市左京区下鴨高木町に「政岡映画美術研究所」として動画スタジオを設立。
1934年（昭和9年）、再び松竹城戸四郎のもと、『仇討からす』、『ギャングと踊り子』を制作。しかし興行的には劇映画の添え物扱いにされ、城戸とのコンビによる動画映画製作は3作で止まってしまう。
1935年（昭和10年）、8月「政岡映画美術研究所」を業績振るわず解散。
映画会社J.O.スタヂオで、円谷英二と組んで人形アニメ『かぐや姫』を製作。
1937年（昭和12年）、京都三条にある映画館の1部屋で「政岡映画美術研究所」を再興し作品制作を継続。11月「日本動画協会」に名を改称。1939年「日本動画研究所」に名を替え、『べんけい対ウシワカ』を完成。
1941年（昭和16年）、「松竹動画研究所」に製作課長として招かれる。
1943年（昭和18年）、代表作となる『くもとちゅうりっぷ』を制作。この作品は日本初のフルセルアニメーションである。
1945年（昭和20年）、『桃太郎 海の神兵』に影絵担当として関わる。京の舞妓と桜吹雪のたわむれを描いた『桜』をほぼ単独で制作。
日本が敗戦となった後の12月、東宝と提携。その記念に、完成した『桜』のオールラッシュが湯原甫プロデューサー以下、全アニメ関係者を対象に一週間試写上映が行われ、政岡は講師として「漫画映画特別教育講座」を開講する。続いて『すて猫トラちゃん』制作決定。
1947年（昭和22年）、村田安司、山本善次郎らとともに西武池袋線江古田駅近くに「日本動画株式会社」（現：東映アニメーション）を設立。「日動スタジオ」でオペレッタ形式の児童向け映画『すて猫トラちゃん』（全2巻）をフルアニメーションで制作。『すて猫トラちゃん』は「東宝第一回プログラム」として、他3作品と4本立てで、日劇でロードショー公開された。
1949年（昭和24年）、トラちゃんシリーズ『トラちゃんのカンカン虫』を製作。視力を害し、おもに児童雑誌に挿絵を執筆するようになる。
1962年（昭和37年）、日本初の本格的連続テレビアニメ『鉄腕アトム』の制作に関わる。
1964年（昭和39年）、ピー・プロダクション（ピープロ）にアニメーター養成顧問として所属。新入社員を即戦力とする人材教育を受け持った。
1966年（昭和41年）、ピープロの実写特撮番組『マグマ大使』、『宇宙エース』のカラー版パイロットフィルムでリアルアニメーション作画を担当。
1988年（昭和63年）11月23日、死去。

## 人物
祖父も父親も、大阪の中心近く（現在の此花区）に広大な土地を持つ大地主であり、不動産事業を行う資産家だった（現在も政岡土地として存続する）。政岡は「政岡映画美術研究所」や「日動スタジオ」など、プロダクションをいくつも興し、潰しているが、これは父親の援助によるものだった。大戦最末期においても、『くもとちゅうりっぷ』や『桜』など、当時常識だった戦意高揚の要素を全く含まない平和的なアニメを制作し続けた。
敗戦と同時に再編成された東宝で、政岡は講師として招かれ、「漫画映画特別教育講座」を開いて後進を指導したが、うしおそうじによると、政岡は動画制作におけるバランス感覚の実践として、黒板に右手で完全円形、左手で正三角形を同時に描いてみせ、並みいるプロのアニメーターを驚かせたという。
戦後は目を患い、また病魔に倒れて半身不随となり、呂律が回らなくなるなどの病苦を押して、アニメーション制作を続けた。ピープロは昭和41年にタツノコプロの『宇宙エース』のカラー版パイロットフィルムを制作しているが、政岡は主人公の格闘を、キャメラが地上から空中の俯瞰位置までクレーンで撮ったかのように、アニメーションでこの回り込みを描いてみせた。このパイロットフィルムを見たアメリカのバイヤーは驚嘆したという。
また松竹の白井和夫重役と、桑田良太郎プロデューサー（政岡の弟子だった）はこのパイロットフィルムをピープロまで出向いて見学し、見終わって開口一番、「アニメというのは劇映画の範疇に迫れることがわかりました」と述べたという。政岡は90歳まで生きたが、先祖の財産をアニメのためにきれいさっぱり蕩尽して亡くなった。
アニメーションの訳語である「動画」の命名者であり、日本アニメ界に初めてセルを用いた制作手法を導入し確立した人物でもある。瀬尾光世、森康二は弟子。
引退後、アンデルセン童話『人魚姫』のアニメ化を企画し、ピー・プロダクションでパイロットフィルムの制作を指揮していたが、同社の火災によりフィルムと撮影機材が焼失し実現には至らなかった。
後年、彼の弟子の一人が出演した2014年10月14日のテレビ番組『開運!なんでも鑑定団』にて「桜」「すて猫トラちゃん」などの絵コンテ、原画等が数十枚出品され、なみきたかしにより800万円の値が付けられた。

## 作品
- 『貝の宮殿』（1927） - 「正岡呑平」名義での作品
- 『海の宮殿』（1927）
- 『難船ス物語 第一篇・猿ケ島』（1931）
- 『難船ス物語 第二篇・海賊船』（1931）
- 『馬鹿八と城主様』（1931）
- 『力と女の世の中』（1933）
- 『三羽烏』（1934）
- 『西遊記』（1934）
- 『ギャングと踊り子』（1934）
- 『あだうちカラス』（1934）
- 『森の妖精』（1935）
- 『茶釜音頭』（1935）
- 『ターちゃんの海底旅行』（1935）
- 『ターちゃんの怪物退治』（1935）
- 『かぐや姫』（1935） - 人形アニメ
- 『やっこのタコ平』（1938）
- 『新・猿蟹合戦』（1939）
- 『にゃんの浦島』（1939）
- 『弁慶対牛若』（1939）
- 『フクちゃんの奇襲』（1942）
- 『くもとちゅうりっぷ』（1943）
- 『桜』（1945）
- 『春の幻想』（1946）
- 『すて猫トラちゃん』（1947）
- 『トラちゃんと花嫁さん』（1948）
- 『トラちゃんのカンカン虫』（1950）